# Jezioro Długie Wielkie
Jezioro Długie Wielkie (kaszb. Jezoro Wiôldżi Dłudżé) – przepływowe jezioro rynnowe w Polsce, położone w województwie pomorskim, w powiecie kościerskim, w gminie Kościerzyna, w mezoregionie Bory Tucholskie.

## Opis
Jezioro stanowi wąską rynnę polodowcową położoną na północ od miejscowości Korne.

## Dane morfometryczne
Powierzchnia zwierciadła wody według różnych źródeł wynosi od 26,5 ha do 28,4 ha.
Zwierciadło wody położone jest na wysokości 150,4 m n.p.m. lub 150,5 m n.p.m. Średnia głębokość jeziora wynosi 3,0 m, natomiast głębokość maksymalna 6,8 m.

## Hydronimia
Według urzędowego spisu opracowanego przez Komisję Nazw Miejscowości i Obiektów Fizjograficznych (KNMiOF) nazwa tego jeziora to Jezioro Długie Wielkie. W różnych publikacjach i na mapach topograficznych jezioro to występuje pod nazwą Wielkie Długie.